# Língua tonsea
Tonsea (Tonsea) é uma língua Malaio-Polinésia falada por nas das línguas filipinas.